# Øster Brønderslev
Øster Brønderslev is een plaats in de Deense regio Noord-Jutland, gemeente Brønderslev. De plaats telt 942 inwoners (2008).